# بيير شايفر
بيير هنري ماري شيفر (بالفرنسية: Pierre Schaeffer)‏ (14 أغسطس 1910 - 19 أغسطس 1995) موسيقي و ملحن فرنسي، وكاتب، ومذيع، ومهندس، وخبير موسيقي ، و وخبير في موسيقى الأكوستيشيان . وهو من ألف الموسيقى الملموسة والتي تستخدم في الكثير من الافلام .

## وصلات خارجية
- بيير شايفر على موقع IMDb (الإنجليزية)
- بيير شايفر على موقع الموسوعة البريطانية (الإنجليزية)
- بيير شايفر على موقع ألو سيني (الفرنسية)
- بيير شايفر على موقع ميوزك برينز (الإنجليزية)
- بيير شايفر على موقع إن إن دي بي (الإنجليزية)
- بيير شايفر على موقع أول ميوزيك (الإنجليزية)
- بيير شايفر على موقع ديسكوغز (الإنجليزية)
- بيير شايفر على موقع قاعدة بيانات الفيلم (الإنجليزية)